# تورطة (السنتية)
تورطة هو دُوَّار يقع بجماعة سيدي المخفي، إقليم تاونات، جهة فاس مكناس في المملكة المغربية. ينتمي الدوّار لمشيخة السنتية التي تضم 13 دوار. يقدر عدد سكانه بـ 658 نسمة حسب الإحصاء الرسمي للسكان والسكنى لسنة 2004.

## روابط خارجية
- البوابة الوطنية للجماعات الترابية نسخة محفوظة 12 مارس 2018 على موقع واي باك مشين.
- المندوبية السامية للتخطيط